# 阿斯卡尔·塔塔乃
阿斯卡尔·塔塔乃（1906年—1996年4月19日），中国哈萨克族作家。新疆阿勒泰人。

## 生平
1906年出生。1936年开始发表作品。1949年后历任《阿勒泰报》编辑部主任，阿勒泰地区文工团副团长、文化馆馆长。文革期间受到政治迫害，1977年平反。1986年加入中国作家协会。1996年4月19日去世。

## 作品
著有诗体长篇小说《一个世纪》，诗集《三代歌》，长篇报告文学《历史与回忆》，剧本《被拯救的奴隶》等。